# Die Freude am Leben (Zola)

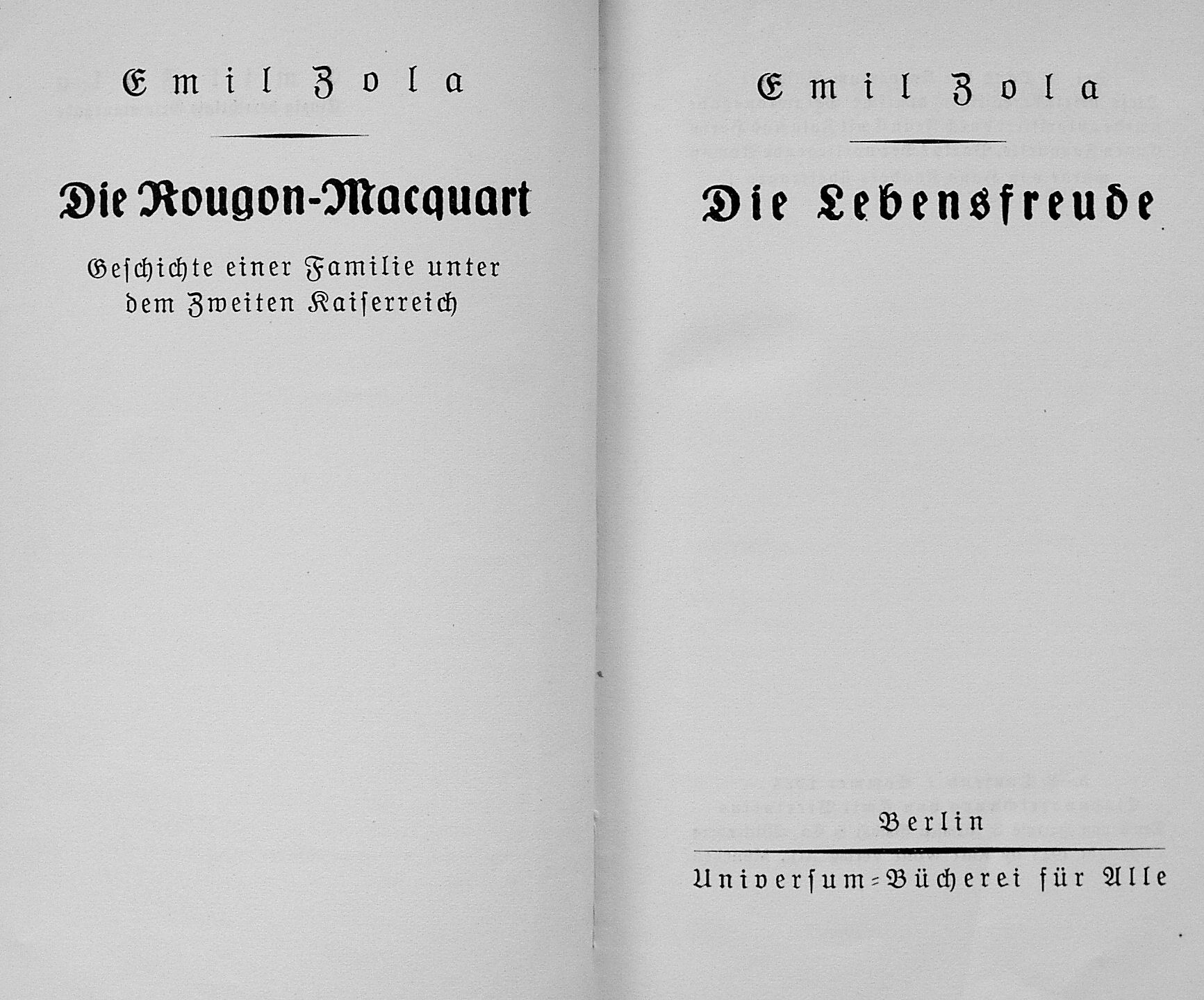
Ausgabe der Universum-Bücherei, Berlin 1923

Die Freude am Leben oder Die Lebensfreude (La joie de vivre) von Émile Zola erschien 1884 als zwölfter Roman des zwanzigbändigen Romanzyklus Die Rougon-Macquart – Natur- und Sozialgeschichte einer Familie unter dem zweiten Kaiserreich. Der Roman erzählt die Entwicklung eines jungen Mädchens im Frankreich der 1860er und 1870er Jahre. Er schildert seine Pubertät, die Liebe zu seinem Vetter und seine Einbindung in die Lebensverhältnisse einer bürgerlichen Familie. Zugleich nimmt er die verdorbenen, von Egoismus und Gier nach persönlichem Vorteil dominierten gesellschaftlichen Strukturen der Zeit unter die Lupe. Zola beschreibt, wie auf diesem Nährboden das junge Mädchen in einer schmerzhaften Entwicklung zu einem demütigen und barmherzigen Menschen wächst, wie es Kraft und Stärke entwickelt und sich so zu einem überlegenen Charakter und personifizierten Gegenentwurf zum Geist der Zeit bildet.

## Handlung
Bonneville, ein kleines Fischerdorf bei Caen in den 60er Jahren des 19. Jahrhunderts. Die 10-jährige Pauline Quenu, deren Eltern Lisa Macquart und Quenu (Der Bauch von Paris) verstorben sind, wird von ihrem Onkel und ihrer Tante, Herrn und Frau Chanteau, aufgenommen. Sie haben die Vormundschaft über Pauline und die Treuhänderschaft über ihr stattliches Erbe übernommen. Die Chanteaus scheinen die besten Absichten zu haben.
Pauline lebt sich schnell in die Verhältnisse ein. Sie übernimmt die Betreuung ihres gichtkranken Onkels und freundet sich mit Lazare an. Der unstete Sohn des Hauses geht bald nach Paris, um Medizin zu studieren. Er scheitert jedoch und verfolgt schnell andere Pläne. Lazare will Meeresalgen kommerziell nutzen. Die dafür notwendige Investition finanziert Pauline. Es wird ein Verlustgeschäft, bei dem sie schließlich einen großen Teil ihres Vermögens verlieren wird. Von Frau Chanteau wird eine Heirat der beiden angebahnt; sie verloben sich. Nun bestreitet man auch kleinere Ausgaben aus Paulines Vermögen.
Wie jedes Jahr im Sommer erscheint Louise Thibaudier zu Besuch. Louise soll eine enorme Mitgift zu erwarten haben. Bald flirten Lazare und Louise. Von Veronika, dem Hausmädchen, aufgeklärt, überrascht Pauline die beiden und verlangt, Louise sofort aus dem Haus zu weisen. Um Pauline nicht als Geldquelle zu verlieren, willigt Frau Chanteau ein. Als Frau Chanteau von einer Herzkrankheit niedergeworfen wird, kümmert sich Pauline aufopferungsvoll um sie. Trotzdem verfolgt die Tante ihre Nichte mit Misstrauen. Sie stirbt schließlich im Wahn. So nimmt nun Pauline die Rolle der Hausfrau ein; sie entwickelt sich zur guten Seele des Hauses.
Pauline erkennt, dass Lazares Verlangen nach Louise fortdauert. Sie stellt ihre eigenen Gefühle zurück und verzichtet auf Lazare, der nun Louise heiraten kann. Über seinen Schwiegervater erhält Lazare eine lukrative Arbeitsstelle in Paris. Im Hause Chanteau geht Paulines Leben einförmig dahin. Die laufenden Kosten des Haushalts werden von ihr bestritten. Bei einem Besuch Lazares kommt es zu einer Annäherung. Lazare küsst sie. Als er aber Paulines Kleid aufknüpft, regt sich in ihr Widerstand und sie muss sich vor ihm retten.
Auch Louise erscheint in Bonneville. Sie macht eine schwere Schwangerschaft durch. Unter Schmerzen, Blut und Schmutz bringt sie einen Jungen zur Welt. Der Arzt hält ihn für tot, doch Pauline holt das Kind ins Leben. Lazare und Louise bleiben in Bonneville. Sie führen ein unausgefülltes Dasein mit Zänkereien, die Pauline täglich schlichten muss. Pauline selbst hat inzwischen fast ihr gesamtes Vermögen aufgebraucht. Doch im Gegensatz zu den anderen strahlt sie Kraft und Gesundheit aus. „Sie hatte alles hergegeben und ihr klingendes Lachen verkündet das Glück.“ – Aber im Garten findet man Veronika, das Hausmädchen. Sie hat sich an einem Birnbaum erhängt.

## Themen
Wie in den vorhergehenden Romanen der Geschichte der Rougon-Macquart stellt Zola auch hier die Charaktere als Subjekte ihrer Zeit dar und spiegelt in ihnen das Frankreich Napoleons des Dritten wider. Egoismus, Raffgier, Genusssucht und Dumpfheit werden von ihm als Ausgeburten der Epoche beschrieben. Diese Werte treiben die Akteure an. Sie sind der Nährboden ihres Handelns und der Motor, der ihre Ziele bestimmt. Moral wirkt vorgeschoben. Sie ist das Feigenblatt, hinter dem sich Ichbezogenheit und Profitgier verstecken.
Am Beispiel Frau Chanteaus zeigt der Roman auch, wie ein Mensch mehr und mehr seine moralischen Werte abwirft, wie er sich enttarnt – als Treuhänder der Untreue verfällt und einen schutzbefohlenen und abhängigen Menschen ausbeutet. In der eindrucksvollen Schilderung von Frau Chanteaus Tod gelingt es Zola außerdem, den Umgang mit Sterbenden in dieser egoistischen Welt darzustellen.
Im Mittelpunkt des Romans steht aber Pauline. Ihre pubertäre Entwicklung wird zum Thema, und zwar in allen biologischen Zusammenhängen – eine für die damalige Zeit sicherlich neue Dimension. Doch das Werk ist nicht nur die Geschichte einer biologischen Entwicklung. Geschildert wird auch der Prozess einer charakterlichen Reifung. So wird der Roman zum Bildungsroman eines jungen Mädchens, das jedoch nicht in die Welt hinauszieht, sondern an das Haus gebunden bleibt.
Entgegen allen Erwartungen entwickelt Pauline in dieser Welt des Materiellen Barmherzigkeit und Nächstenliebe. Damit entsteht ein grundlegender Konflikt. Denn zugleich bildet sich in Pauline das Bedürfnis, gebraucht und geliebt zu werden. In der Welt, wie Zola sie sieht, kann ihr jedoch niemand Liebe geben. Deshalb wird Pauline zu einem Opfer der anderen. Sie wird ausgenutzt – als Arbeitskraft, in ihren Gefühlen und finanziell. Zola beschreibt aber nicht das Scheitern des Guten in einer bösen Welt oder das Aufzehren des Gesunden zugunsten des Degenerierten. Er gestaltet Pauline als einen Charakter, der schließlich Glück im Verzicht findet und damit nicht als schwacher, sondern als starker und überlegener Mensch die maroden Egoisten der Zeit überragt.

## Verfilmung
Regisseur Jean-Pierre Améris verfilmte 2011 den Roman mit Anaïs Demoustier als Pauline. Der Fernsehfilm wurde in Deutschland unter dem Titel Zu gut für diese Welt veröffentlicht.

## Ausgaben
- Émile Zola: Die Lebensfreude. Budapest, Grimm, 1895 (übersetzt von Alfred Ruhemann).
- Émile Zola: Die Lebensfreude. Berlin, Universum, 1923 (übersetzt von Hans Kauders).
- Émile Zola: Die Freude am Leben. Berlin, Rütten & Loening, 1983 (übersetzte von Elisabeth Eichholz).